# آنورانگ کاشیاپ
آنورانگ کاشیاپ (انگلیسی: Anurag Kashyap) (زاده ۱۰ سپتامبر ۱۹۷۲) کارگردان، فیلمنامه‌نویس، تهیه‌کننده و بازیگر اهل هند است. او از کارگردانان موج نوی سینمای هند محسوب می‌شود. او موفق به دریافت چهار جایزه فیلم‌فیر شده‌است. از جمله فیلم‌های وی می‌توان به ای‌کی در مقابل ای‌کی و آکیرا و سگ‌ها اشاره کرد.

## فیلم‌شناسی
- جمعه سیاه (۲۰۰۴)
- سیگار کشیدن ممنوع (۲۰۰۷)
- دو.دی (۲۰۰۹)
- دارودسته‌های واسیپور (۲۰۱۲)
- دارودسته‌های واسیپور- قسمت دوم (۲۰۱۲)
- زشت (۲۰۱۴)
- بمبئی مخملی (۲۰۱۵)
- آکیرا (۲۰۱۶)
- رامان راگاو (۲۰۱۶)
- داستان شهوت (۲۰۱۸)
- آرزوی قلبی (۲۰۱۸)
- آکیرا (۲۰۱۶)
- بنده خدا (۲۰۱۸)
- ای‌کی در مقابل ای‌کی (۲۰۲۰)
- سگ‌ها (۲۰۲۳)
- حدی (۲۰۲۳)